# Der tapfere kleine Toaster
Der tapfere kleine Toaster (The Brave Little Toaster) ist ein amerikanischer Zeichentrickfilm von 1987, der auf der gleichnamigen Geschichte des Science-Fiction-Autors Thomas Michael Disch basiert. Er wurde von Hyperion Pictures produziert und ist der erste von drei Teilen. In die deutschen Kinos kam der Film erst vier Jahre später im Jahr 1991.

## Handlung
Der Film handelt von fünf alten Haushaltsgegenständen – einem Staubsauger, einer Tischlampe, einem Radio, einer Schmusedecke und einem Toaster – welche sich auf eine abenteuerliche Reise begeben, um ihren ehemaligen Besitzer Robert ausfindig zu machen. Dieser zog als Kind mit seinen Eltern davon und ließ die fünf auf sich allein gestellt zurück. Nachdem das ehemalige Haus zum Verkauf ausgeschildert wurde, beschließen die fünf Haushaltsgeräte, selbst auf die Suche nach Robert zu gehen. Auf ihrer Reise müssen sie einigen Naturgewalten, unter anderem ein fürchterliches Gewitter und einen Wasserfall, trotzen. Als die fünf Geräte fast in einem Sumpf untergegangen wären, werden sie von einem Handwerker gerettet, welcher sie in seinen Laden mitnimmt. Dort müssen die fünf Geräte jedoch erfahren, dass sie als Ersatzteilspender herhalten sollen. Mit Hilfe der dort bereits gelagerten Elektrogeräte gelingt den Fünfen die Flucht.
In der Stadt angekommen finden sie die Wohnung von Roberts Eltern und werden von den dort lebenden neuen Haushaltsgeräten reingelassen. Währenddessen ist Robert jedoch mit seiner Freundin Chris zum alten Haus gefahren, um die alten Geräte für seine Studentenwohnung abzuholen. Die fünf Geräte werden von den neuen in der Wohnung befindlichen Haushaltsgegenständen in den Müll geworfen und landen per Müllabfuhr auf einen Schrottplatz. Robert, der enttäuscht ob der fehlenden Geräte zurück in der Wohnung angekommen ist, wird indirekt von seinem alten Fernseher darauf hingewiesen, auf den Schrottplatz zu fahren, um dort nach gebrauchten Haushaltsgeräten für seine Studentenwohnung zu suchen. Auf dem Schrottplatz angekommen, erkennt Robert nach längerer Suche seine alten fünf Haushaltsgeräte, welche gerade von einem riesigen Elektromagneten gejagt werden und der Schrottpresse zugeführt werden sollen. Robert gelingt es, seine alten Geräte zu greifen, wird dabei jedoch mitsamt der Geräte vom Magneten erfasst und auf das Laufband der Schrottpresse gelegt. Dort wird Robert eingeklemmt, so dass dieser sich nicht selbst befreien kann, während das Laufband auf die Schrottpresse zuläuft. Im letzten Augenblick schafft es der Toaster durch einen Sprung in die Zahnräder der Schrottpresse diese anzuhalten. Wieder zu Hause angekommen repariert Robert den Toaster und fährt mit seinen fünf Haushaltsgeräten und Chris Richtung Studentenwohnheim.

## Produktion
Der Film wurde in China animiert und in Japan vertont. Die wichtigsten Stellen der Filmproduktion blieben jedoch in den USA. Im Abspann wird die Fluglinie erwähnt, die den Film zwischen den Kontinenten transportierte.

## Synchronisation
In der deutschen Synchronisation wurden zwei Charaktere umgewandelt. Im Original ist der Toaster ein weiblicher Charakter und die Tischlampe ein männlicher Charakter. Die Synchronisation fand in einem Tonstudio in Köln-Porz statt, Vertriebsfirma war die VCL/CAROLCO Communications GmbH.
| Rolle                  | Originalsprecher  | Deutscher Sprecher |
| ---------------------- | ----------------- | ------------------ |
| Toaster                | Deanna Oliver     | Norman Matt        |
| Heizdecke              | Timothy E. Day    |                    |
| Lampe                  | Timothy Stack     |                    |
| Radio                  | Jon Lovitz        | Bert Cöll          |
| Staubsauger            | Thurl Ravenscroft | Harald Krumbein    |
| Robert                 | Wayne Kaatz       |                    |
| Chris                  | Colette Savage    | Uschi Hugo         |
| Klimaanlage Hängelampe | Phil Hartman      |                    |
| Elmo                   | Joe Ranft         |                    |
| Roberts Mutter         | Mindy Sterling    |                    |

## Fortsetzungen
Es folgten zwei Fortsetzungen, die auch im deutschen Fernsehen bereits zu sehen waren. 1998 folgte Der tapfere kleine Toaster fliegt zum Mars (Originaltitel: The Brave Little Toaster Goes to Mars) und 1999 Der tapfere kleine Toaster als Retter in der Not (Originaltitel: The Brave Little Toaster to the Rescue).

## Kritiken
Der Film erhielt überwiegend positive Kritiken: Bei Rotten Tomatoes fallen zehn der 13 Kritiken für den Film positiv aus – womit er eine Wertung von 77 % besitzt. Bei Moviepilot erhielt Der tapfere kleine Toaster 6,1 von zehn möglichen Punkten.

„Eine witzige, kurzweilige und zuweilen recht schwarze Geschichte, bei der man sich auch Gedanken über die allzu schnellen Verfallsdaten unserer Lebenswelt machen kann.“

„[Der Film] ist nicht nur komisch und traurig, rührend und voller Hoffnung, er gehört außerdem zum Unterhaltsamsten, was der Kinderfilm gerade mal zu bieten hat.“

## Trivia
- Die Szene, in der der Toaster einen Alptraum von einem bösen Clown hat, sowie die Szene auf dem Schrottplatz sollten ursprünglich gestrichen werden, da diese für Kinder zu gruselig erschienen.[1]
- Der Film war ursprünglich von Disney unter der Leitung von John Lasseter in Entwicklung. Lasseter plante eine Mischung aus handgezeichneten und computeranimierten Szenen. Die Verantwortlichen bei Disney verloren jedoch das Interesse, als klar wurde, dass die Computeranimationen per CGI-Verfahren nicht zur Kostensenkung beitrugen. Lasseter wurde gefeuert und gründete später zusammen mit dem ebenfalls an diesem Film beteiligten Joe Ranft Pixar, der Rest des Teams entwickelte den Film ohne Computeranimation abseits von Disney.[1]
- Das Apartment von Roberts Eltern trägt die aus späteren Pixar-Filmen bekannte Bezeichnung A113.

## Auszeichnungen
- Sundance Film Festival 1988: Special Jury Recognition (gewonnen)
- Primetime-Emmy-Verleihung 1988: Outstanding Animated Program (nominiert)